# Sergio Spagnolo
Sergio Spagnolo (La Spezia, 1941) é um matemático italiano.

## Obras
- Editor com M. K. V. Murthy: Nonlinear hyperbolic equations and field theory, Longman/Wiley 1992
- com Ennio de Giorgi: Sulla convergenza degli integrali dell'energia per operatori ellittici del secondo ordine. Boll. Un. Mat. Ital. (4) 8, 391-411, 1973.
- com Ennio de Giorgi, Ferruccio Colombini: Existence et unicité des solutions des équations hyperboliques du second ordre à coefficients ne dépendant que du temps. C. R. Acad. Sci. Paris Sér. A 286, 1045-1048, 1978.
- com Ferruccio Colombini, Ennio de Giorgi: Sur les équations hyperboliques avec des coefficients qui ne dépendent que du temps. Ann. Scuola Norm. Sup. Pisa Cl. Sci. (4) 6, 511-559, 1979.